# Società chimica italiana
La Società Chimica Italiana è un ente morale e società scientifica italiana.

## Storia
La società è nata nel 1909 dalla federazione della Società Chimica di Milano, fondata nel 1895, con quella di Roma, fondata nel 1902.

## Finalità
Il suo scopo è di promuovere e seguire lo sviluppo ed il progresso della chimica e delle scienze affini, favorendo la ricerca scientifica, divulgando la conoscenza della chimica e l'importanza delle sue applicazioni nel quadro del benessere e del miglioramento della nazione, attivando e mantenendo relazioni con organizzazioni di altri paesi che abbiano finalità analoghe, promuovendo e stimolando lo studio della chimica nelle università e nelle altre scuole di ogni ordine e grado.
Annualmente organizza i Giochi della chimica.

## Attività editoriali
È editore della rivista La Chimica & l'Industria e per anni della Gazzetta Chimica Italiana confluita, insieme ad altre riviste europee, in European Journal of Inorganic Chemistry e European Journal of Organic Chemistry.

## Struttura
La Società Chimica Italiana si articola in:
| Sezioni regionali | Divisioni | Gruppi interdivisionali |
| --- | --- | --- |
| - Abruzzo - Basilicata - Calabria - Campania - Emilia Romagna - Friuli Venezia-Giulia - Lazio - Liguria - Lombardia - Marche - Piemonte e Valle D'Aosta - Puglia - Sardegna - Sicilia - Toscana - Umbria - Veneto | - Chimica dell'ambiente e dei beni culturali - Chimica analitica - Chimica farmaceutica - Chimica fisica - Chimica industriale - Chimica inorganica - Chimica organica - Chimica per le tecnologie - Chimica teorica e computazionale - Chimica dei sistemi biologici - Didattica chimica - Elettrochimica - Spettrometria di massa - Tecnologia farmaceutica | - Biotecnologie - Calorimetria ed analisi termica - Catalisi - Chimica degli alimenti - Chimica dei carboidrati - Chimica organometallica - Diffusione della cultura chimica - Energie rinnovabili - Enerchem - Fotochimica - Green Chemistry - chimica sostenibile - Risonanze magnetiche - Scienza delle separazioni - Sensori |

L'attuale presidente della Società Chimica Italiana è il prof. Gianluca Farinola, dell'Università degli Studi di Bari.

## Premi
La Società Chimica Italiana assegna vari premi, sia ai singoli che a dei gruppi di ricerca, come riconoscimento per risultati che apportano un contributo sostanziale all'avanzamento delle Scienze Chimiche in Italia. Le medaglie portano il nome di numerosi chimici che hanno lasciato un'eredità importante nell'avanzamento della ricerca. Si ricorda:
- Medaglia d'oro Amedeo Avogadro
- Medaglia d'oro Ivano Bertini
- Medaglia d'oro Stanislao Cannizzaro
- Medaglia d'oro Gabriello Illuminati
- Medaglia d'oro Domenico Marotta
- Medaglia d'oro Giulio Natta
- Medaglia d'oro Emanuele Paternò
- Medaglia d'oro Raffaele Piria
- Medaglia d'oro Cesare Pisani
- Medaglia d'oro Enzo Tiezzi

All'interno della SCI vengono inoltre assegnati i seguenti premi:
la Divisione di Chimica Analitica assegna sei premi: Medaglia Giovanni Canneri (dal 1981), Medaglia Arnaldo Liberti (dal 2003, congiuntamente alla Divisione di Chimica dell'Ambiente e dei Beni Culturali e al Gruppo Interdivisionale di Scienza delle Separazioni), Premio alla Carriera (dal 2018), Premio Giovane Ricercatore (dal 2001), Premio di Laurea (dal 2001), e Premio Silvio Sammartano: Miglior Tesi di Dottorato (dal 2022).
la Divisione di Chimica Fisica assegna dal 1997 la Medaglia Giovanni Battista Bonino, il Premio Lucio Senatore dal 1998, il Premio Giovanni Semerano dal 1999, il Premio Pier Luigi Nordio e la Medaglia Raffaele Piria.
la Divisione Chimica dei sistemi Biologici assegna il Premio DCSB-Italfarmaco Gastone De Santis.
la Divisione Elettrochimica assegna la Medaglia Luigi Galvani e il Sigillo d'Oro della SCI.
la Divisione di Chimica Teorica e Computazionale assegna il Premio Roetti (senior) e il Premio Scrocco (per gli studiosi under-35).
la Divisione di Chimica Farmaceutica assegna la Medaglia Luigi Musajo.
la Divisione di Chimica dell'Ambiente e dei Beni Culturali assegna la Medaglia Meadows & Feller dedicata a Donella Meadows e Robert L. Feller (studiosi senior), la Medaglia Mario Molina per la Chimica dell'Ambiente e la Medaglia Raffaella Rossi Manaresi per la Chimica dei Beni Culturali.